# مرالکو
مرالکو (انگلیسی: Meralco) شرکت برق فیلیپینی است، که در سال ۱۹۰۳ تأسیس شد.